# Tournoi de l’UEMOA
Das Tournoi de l’UEMOA (auch  Coupe de l’Intégration ouest Africaine) war ein von 2007 bis 2016 ausgerichtetes Fußballturnier in Westafrika.

## Hintergrund
Teilnahmeberechtigt an dem Turnier waren lediglich Auswahlmannschaften der acht Mitgliedsstaaten der Westafrikanischen Wirtschafts- und Währungsunion (französisch Union économique et monétaire ouest-africaine, abgekürzt UEMOA), die auch den Wettbewerb ins Leben rief, und hier ausschließlich Akteure aus den jeweiligen nationalen Ligen bzw. denen der anderen Teilnehmerländer.
Die ersten fünf Turniere fanden im jährlichen Turnus statt, danach mit zwei bis drei Jahren Abstand, wobei die Auflage 2014 aufgrund eines Ebola-Ausbruchs ausgesetzt wurde.

### Teilnehmerländer
|  | - Benin - Burkina Faso - Guinea-Bissau - Mali - Niger - Elfenbeinküste - Senegal - Togo |

## Die Turniere im Überblick
| Jahr         | Gastgeber                      | Finale                         | Finale                         | Finale                         |
| Jahr         | Gastgeber                      | Sieger                         | Ergebnis                       | 2. Platz                       |
| ------------ | ------------------------------ | ------------------------------ | ------------------------------ | ------------------------------ |
| 2007 Details | Burkina Faso                   | Elfenbeinküste                 | 2:0                            | Niger                          |
| 2008 Details | Mali                           | Elfenbeinküste                 | 1:1 6:5 i. E.                  | Mali                           |
| 2009 Details | Benin                          | Senegal                        | 1:0                            | Niger                          |
| 2010 Details | Niger                          | Niger                          | 1:0                            | Benin                          |
| 2011 Details | Senegal                        | Senegal                        | 1:0                            | Mali                           |
| 2013 Details | Burkina Faso                   | Burkina Faso                   | 0:0 9:8 i. E.                  | Benin                          |
| 2014         | ausgefallen aufgrund von Ebola | ausgefallen aufgrund von Ebola | ausgefallen aufgrund von Ebola | ausgefallen aufgrund von Ebola |
| 2016 Details | Togo                           | Senegal                        | 1:0                            | Mali                           |

## Rangliste der Sieger
| Rang | Land           | Titel | Jahr(e)          |
| ---- | -------------- | ----- | ---------------- |
| 1    | Senegal        | 3     | 2009, 2011, 2016 |
| 2    | Elfenbeinküste | 2     | 2007, 2008       |
| 3    | Niger          | 1     | 2010             |
| 3    | Burkina Faso   | 1     | 2013             |